# Домогаров, Александр Юрьевич
Алекса́ндр Ю́рьевич Домога́ров (род. 12 июля 1963, Москва) — советский и российский актёр театра, кино, телевидения и дубляжа, исполнитель авторской песни, русского рока и русского шансона. Народный артист РФ (2007).

## Биография
Родился 12 июля 1963 года в Москве в семье актёра и театрального деятеля Юрия Домогарова.
В 1984 году окончил Высшее театральное училище имени М. С. Щепкина (руководитель курса — Виктор Коршунов).
С 1984 по 1985 годы играл в Малом театре в Москве.
С 1985 по 1995 год — актёр Центрального академического театра Советской армии (с 1993 года — Центральный академический театр Российской армии (ЦАТРА)).
С 1995 по 28 мая 2024 года являлся актёром Государственного академического театра имени Моссовета. На этой сцене сыграл заглавные роли в спектаклях «Мой бедный Марат», «Сирано де Бержерак», а также обе заглавные роли в музыкальном спектакле «Странная история доктора Джекила и мистера Хайда» (российская версия бродвейского мюзикла «Джекил и Хайд»), где исполнял сложные вокальные партии. В настоящий момент занят в трилогии Андрея Кончаловского: играет Астрова, Вершинина и Гаева в спектаклях соответственно «Дядя Ваня»,  «Три сестры» и «Вишнёвый сад». 13 сентября 2020 года состоялась премьера спектакля «Ричард III» режиссёра Нины Чу́совой, где Александр Домогаров предстал в заглавной роли.
Принимал участие и в постановках других театров: заглавные роли в спектаклях «Нижинский, сумасшедший божий клоун» в Московском драматическом театре на Малой Бронной и «Макбет» в Краковском театре «Багателла», причём на польском языке. В качестве приглашённого артиста в 2019—2020 годах работал в МХАТ имени Горького.
В кино снимается с 1984 года, дебютировав в картине «Наследство» режиссёра Георгия Натансона. Известность ему принесла роль Павла Горина в историко-приключенческой картине Светланы Дружининой «Гардемарины III» (1992).
Большую популярность  приобрёл после выхода исторического телесериала «Графиня де Монсоро» (1997), где сыграл главную роль — графа де Бюсси. Успехом пользовались детективно-приключенческие сериалы — «Марш Турецкого» (2000—2007) и «Бандитский Петербург» (2000—2003).
Снимался у польского режиссёра Ежи Гофмана в телесериале «Огнём и мечом» (1999), в котором сыграл полковника Войска Запорожского Юрко Богуна (прообраз — Иван Богун). В Польше также снялся в телесериале «Волна преступности» (2003—2008), в фильмах «Одна июньская ночь» (2001) режиссёра Анджея Вайды, «На краю света» (1999) Магдалены Лазаркевич и «Варшавская битва. 1920» (2011) режиссёра Ежи Гофмана, а в Швеции — в картине «Ныряльщик» (2001) режиссёра Эрика Густавсона.
Творческому пути и личной жизни актёра посвящены документальные фильмы «Лицо Домогарова» (Фильм Ильдара Жандарева и Бориса Бермана из цикла «Интересное кино», 2003 г.), «Мой серебряный шар. Александр Домогаров» (Авторская программа Виталия Вульфа, 2005 г.), «Александр Домогаров. Исповедь одинокого мужчины» («Первый канал», эфир 17 марта 2012 года), «Откровения затворника» (2014), «Рыцарь печального образа» (2018).
С 2023 года — приглашённый артист Театра Российской Армии. Исполняет главную роль в спектакле «Маскарад» (реж. Нина Чусова), репетирует роль Воланда в спектакле «Роман» (реж. Александр Лазарев).

## Личная жизнь

### Семья
Прадед по отцу — Аркадий Селинович (Семёнович) Домогаров (1863—1908), из вильманстрандских купцов, выпускник 2-й Петербургской гимназии (1881) и физико-математического факультета Петербургского университета. Математик, с 1893 по 1900 гг. приват-доцент университета, с 1900 года — профессор Лесного института, статский советник. Похоронен на Новодевичьем кладбище.
Прабабка по отцу — Мария Магдалина Виргиния Деларю (1862—1898), уроженка Петербурга, из французской семьи Иосифа Деларю и Аделаиды Матильды ван Вельсенерс, дочери владельца гранд-отеля «Париж» на углу Малой Морской улицы и Вознесенского проспекта. Похоронена на Выборгском римско-католическом кладбище.
Дед по отцу — Лев Евгеньевич Кованько (1891—1938) был морским офицером, имел отношение к Временному правительству, помогал Керенскому бежать из Зимнего, в 1938 году был расстрелян. Участник первого совместного морского десанта Первой мировой войны (Сингапур, 1915).
Бабушка по отцу — Нина Аркадьевна Кованько (Домогарова — девичья фамилия бабушки) (28 апреля 1893 — ?). 3 (16) ноября 1913 года в павловской Церкви Марии Магдалины вышла замуж за мичмана Льва Кованько. 8 июня 1940 года её посадили на 10 лет в ИТЛ.
Брат бабушки по отцу — Павел Аркадьевич Домогаров (4 декабря 1891 — октябрь 1941), мичман, однокурсник Льва Кованько по Морскому корпусу, был свидетелем со стороны невесты при заключении брака своей сестры, погиб в блокадном Ленинграде.
Отец — Юрий Домогаров (1915—1991), до войны снялся в фильме «Суворов» в роли генерала Платова, участник Великой Отечественной войны, после второго курса ВГИКа ушёл на фронт в составе первой фронтовой бригады Театра Красной армии вместе с Михаилом Глузским, Андреем Петровым, получил ранение подо Ржевом в 1942 году. Был награждён орденом Красного Знамени и кроме того более чем 20 орденами и медалями, после войны работал директором-распорядителем Москонцерта, потом директором Росконцерта. В 1970-е годы по приказу Екатерины Фурцевой был назначен управляющим «Союзаттракциона». В 1971 году организовал в Москве первую Всемирную выставку аттракционов, потом был директором Центрального детского академического музыкального театра имени Наталии Сац.
Мать — Наталья Петровна Домогарова (21 августа 1928 — июнь 2002 года) — работала в универмаге.
Брат Андрей Домогаров (род. 7 июля 1953), окончил Московский автомобильно-дорожный институт, кандидат технических наук, преподаёт в том же институте, доцент на кафедре транспортных установок.

### Браки
Первая жена — Наталья Эдуардовна Домогарова (дев. Сагоян) (род. 30 мая 1962).
Сын Дмитрий (7 января 1985 — 7 июня 2008) работал заместителем начальника депозитного отдела в «Трансстройбанке» на Дубининской улице, скончался вследствие открытой черепно-мозговой травмы — его и троих его коллег по работе сбил на большой скорости внедорожник «Хёндэ», который вылетел на тротуар: водитель на скользкой от дождя дороге не справился с управлением. Дмитрий жил в фактическом браке, в августе собирался жениться.
Вторая жена — Ирина Анатольевна Домогарова (дев. Гуненкова) (17 июня 1963 — 13 августа 2023) — училась в ЛГИТМиКе, работала костюмером в Центральном Академическом театре Российской Армии, скончалась от онкологического заболевания.
Сын Александр Домогаров (род. 7 февраля 1989), актёр, сценарист, кинорежиссёр («Пустите детей», «Пальма»). Рассказывал, что знаменитая фамилия скорее мешает ему в жизни.
Третья жена — Наталья Громушкина (род. 29 сентября 1975), актриса. Брак продлился с 2001 по 20 января 2005 года. Громушкина приписывала Домогарову отцовство её сына Гордея. Экспертиза ДНК доказала, что Домогаров не имеет к сыну Громушкиной отношения.
Фактическая жена в 2005—2007 годах — Марина Александрова (род. 29 августа 1982), актриса театра и кино.

## Творчество

### Театральные работы

#### Центральный академический театр Российской армии (ЦАТРА)
- «Дама с камелиями» по роману А. Дюма, реж. А. Бурдонский — Арман Дюваль
- «Деревья умирают стоя» по пьесе А. Касоны, реж. А. Бурдонский — Директор
- «Макбет» по пьесе У. Шекспира, реж. И. Унгуряну — Макдуф
- «На бойком месте» по пьесе А. Н. Островского, реж. Л. Хейфец — Павлин Миловидов
- «Имя странного Потёмкина…» (Обретение) — Платон Зубов
- «Моя профессия — синьор из общества» Дж. Скарниччи, Р. Тарабузи — Витторио
- «Павел I» по пьесе Дм. Мережковского — Александр
- «Маскарад» по пьесе М. Ю. Лермонтова, реж. Л. Хейфец — Звездич
- «Шарады Бродвея» М. Орра и Р. Дэнема, реж. А. Бурдонский — Харви
- «Идиот» по роману Ф.М. Достоевского  — Ганя Иволгин
- «Стрела Робин Гуда», реж. С. Арцыбашев — Робин Гуд
- «Маскарад» по пьесе М.Ю. Лермонтова (2023 г.), реж. Нина Чусова - Арбенин

Московский драматический театр на Малой Бронной
- «Нижинский, сумасшедший Божий клоун» Гленна Бламстейна, реж. А. Житинкин — Вацлав Нижинский

#### Театр «Багателла»(Краков)
- «Макбет» по пьесе У. Шекспира, реж. Вальдемар Смигасевич — Макбет

#### «Открытый театр» (антреприза)
- «Мужской сезон» — Арсений
- «Генри и Эллен» по пьесе Дона Нигро — Генри Ирвинг, легенда английского театра.

#### Государственный академический театр имени Моссовета
- «Мой бедный Марат», по пьесе А. Арбузова, реж. А. Житинкин — Марат Евстигнеев
- «Бегущие странники», по пьесе А. Казанцева, реж. Л. Хейфец — Дмитрий
- «Он пришёл», по пьесе Д. Пристли, реж. А. Житинкин — Джеральд Крофт
- «Милый друг», по роману Г. де Мопассана, реж. А. Житинкин — Жорж Дюруа
- «Сирано де Бержерак» Э. Ростана, реж. П. Хомский — Сирано де Бержерак
- «Странная история доктора Джекила и мистера Хайда», реж. П. Хомский — доктор Генри Джекил / Эдвард Хайд
- «Дядя Ваня» по пьесе А. П. Чехова, реж. А. Кончаловский — Михаил Львович Астров, врач
- «Три сестры» по пьесе А. П. Чехова, реж. А. Кончаловский — Александр Игнатьевич Вершинин, подполковник, батарейный командир
- «Вишнёвый сад» по пьесе А. П. Чехова, реж. А. Кончаловский — Леонид Андреевич Гаев, брат Раневской
- «Ричард III» по пьесе У. Шекспира, реж. Н. Чусова — Ричард III, король Англии

### МХАТ имени Горького
- «Сцены из супружеской жизни» по мотивам одноимённого фильма Ингмара Бергмана, реж. А. Кончаловский — Иван, муж Марины.

Московский Международный Дом Музыки
- "Вертинский" по мемуарам А.Н. Вертинского "Дорогой длинною", реж.- Нина Чусова.

### Телеспектакли
- Л. Н. Толстой. И свет во тьме светит. Часть 1. Постановка М. Козакова (1988)

### Фильмография

#### Роли в фильмах
- 1984 — Наследство — Слава
- 1985 — Лиха беда начало — Антон, журналист
- 1986 — Михайло Ломоносов — Александр Сумароков (в молодости)
- 1987 — Асса — Александр I
- 1988 — Муж и дочь Тамары Александровны — одноклассник Феди
- 1989 — Визит дамы — Хоби, киноактёр, очередной муж Клер Цаханассьян
- 1989 — Делай — раз! — Гоша, младший сержант
- 1991 — Кровь за кровь — «Бубусь»
- 1992 — Гардемарины III — Павел Горин
- 1993 — Месть шута — Спарафучилле
- 1993 — Если бы знать… — Василий Васильевич Солёный, офицер
- 1996 — Белый танец — Никита, успешный бизнесмен
- 1996 — Старые песни о главном 2 — возлюбленный учительницы литературы (нет в титрах)
- 1999 — На краю света (пол. Na koniec świata) — Виктор, художник
- 2000 — Игра на вылет — Николай
- 2001 — Я — кукла — Виктор Воробьёв, спецназовец
- 2001 — Ныряльщик / Dykaren (Швеция) — Виктор, один из членов русской банды
- 2001 — Одна июньская ночь / Noc czerwcowa (Польша) — Эдмунд, поручик
- 2005 — Роман ужасов — Б. И. Ч.
- 2006 — Волкодав из рода Серых псов — «Людоед» (Винитарий)
- 2006 — Граф Монтенегро — граф Михаил Милорадович
- 2007 — Грех — Иван Васильевич Мастаков
- 2007 — Стикс — Иван Мукаев, следователь
- 2007 — Инди — Арсений
- 2007 — Живописная авантюра — Максим Александрович Ильин
- 2007 — Глянец — Михаил Клименко, олигарх
- 2008 — Старшая жена — Макс
- 2008 — Белая ночь, нежная ночь — Павел Власов, бизнесмен
- 2008 — Легенда о летающем Киприане (словац. Legenda o lietajúcom Cypriánovi) — Валенты Гресь
- 2009 — Царь — Алексей Басманов
- 2009 — Долг — Иван Васильевич Мастаков (Гусев), преуспевающий заводчик
- 2010 — Любовь без правил — Артём Сергеевич Большаков
- 2011 — Варшавская битва. 1920 (пол. 1920 Bitwa warszawska, Польша) — Крышкин, сотник
- 2011 — На всю жизнь — Станислав Михайлович Вольный, бизнесмен
- 2013 — Легенды о Круге — Алексей, друг Михаила Круга
- 2013 — Weekend — Иван Иванович, префект, брат Жанны, шурин Игоря Лебедева
- 2017 — Большой — Владимир Иванович Потоцкий, бывший артист балета
- 2019 — В плену у сакуры — Василий Арсеньевич Бойсман, капитан 1-го ранга
- 2019 — Союз спасения — генерал Михаил Милорадович
- 2020 — Гардемарины 1787. Мир — Павел Горин
- 2023 — Гардемарины 1787. Война — Павел Горин

#### Роли в телесериалах
- 1994 — Крест милосердия — Андрей
- 1996 — 1997 — Королева Марго — граф Луи де Клермон де Бюсси, сеньор д`Амбуаз
- 1997 — Графиня де Монсоро — граф Луи де Клермон де Бюсси, сеньор д`Амбуаз
- 1999 — Огнём и мечом (пол. Ogniem i mieczem, Польша) — Юрко Богун, полковник Войска Запорожского (прообраз — Иван Богун)
- 1999 — Что сказал покойник — «Головорез», агент
- 2000 — 2007 — Марш Турецкого — Александр Борисович Турецкий, следователь Генеральной прокуратуры РФ по особо важным делам, старший советник юстиции, государственный советник юстиции 3 класса
- 2000 — Империя под ударом — Георгий Гапон, священник
- 2000 — Бандитский Петербург. Фильм 1. Барон (2—5 серии) — Андрей Викторович Серёгин (Обнорский), журналист (прототип — Андрей Константинов)
- 2000 — Бандитский Петербург. Фильм 2. Адвокат — Андрей Викторович Серёгин (Обнорский), журналист (10 серия)
- 2001 — Саломея — Василий Павлович Дмитрицкий, поручик / Прохор Васильевич Захолустьев, купеческий сын
- 2001 — Бандитский Петербург. Фильм 3. Крах Антибиотика — Андрей Викторович Серёгин (Обнорский), журналист (1—2, 5—6, 7, 8 серии)
- 2003 — Бандитский Петербург. Фильм 4. Арестант — Андрей Викторович Серёгин (Обнорский), журналист (1—2, 3—4, 5—6, 7 серии)
- 2003 — Бандитский Петербург. Фильм 5. Опер — Андрей Викторович Серёгин (Обнорский), журналист (5 серия)
- 2003 — Бандитский Петербург. Фильм 6. Журналист — Андрей Викторович Серёгин (Обнорский), журналист (1—2, 3—4, 5—6, 7 серии)
- 2003 — Женский роман — Олег Ермаков, известный в прошлом киноактёр
- 2003 — Стилет 2 — Дмитрий Шолохов, известный тележурналист
- 2003 — Зачем тебе алиби? — Игорь
- 2003 — Идиот — Евгений Павлович Радомский, жених Аглаи
- 2003 — Медовый месяц — Андрей Анатольевич, бизнесмен, владелец строительной фирмы
- 2003 — 2008 — Волна преступности (пол. Fala zbrodni, Польша) — Сергей Ильюшин, российский политик, связанный с мафией
- 2004 — Пепел «Феникса» — Тимур Игоревич Зуев, адвокат, «правая рука» криминального авторитета «Азиата»
- 2004 — Узкий мост — Анатолий Гладырев, актёр
- 2004 — Потерявшие солнце — Антон Владимирович Челышев, капитан милиции, оперуполномоченный
- 2005 — Звезда эпохи — Константин Семёнов, поэт (прототип — Константин Михайлович Симонов)
- 2005 — Сатисфакция — Александр Шуленин
- 2006 — Тёмный инстинкт — Дмитрий Корсаков, музыкант
- 2008 — Если нам судьба — Александр Власов, известный артист
- 2008 — Наследство — Станислав Андреевич Прохоров
- 2008 — Не отрекаются любя… — Глеб Крымов, лётчик, командир экипажа
- 2010 — Сивый мерин — Дмитрий Кораблёв, телеведущий
- 2011 — Тайны дворцовых переворотов — Мориц Линар, граф, саксонский посланник
- 2011 — Моя вторая половинка — Алексей Фёдорович Кочевников, руководитель рекламного агентства
- 2011 — Пилот международных авиалиний — Александр Степанов, пилот
- 2011 — Достоевский — Александр Иванович Исаев, первый муж Марии Дмитриевны
- 2011 — Фурцева — Николай Фирюбин, дипломат, второй муж Екатерины Фурцевой
- 2011 — На солнечной стороне улицы — Юрий Кондратьевич Семипалый
- 2011 — Чужое лицо — Сергей Петрович Юрышев, контр-адмирал Министерства Обороны СССР / Роман Ставинский-Вильямс, стоматолог
- 2012 — Зоннентау — Харальд Соммерсет, историк
- 2012 — Средство от смерти — Павел Рябинин, главный редактор частной газеты
- 2012 — МУР — Пётр Казимирович Прилуцкий (Павел Кириллович Крук), главарь банды
- 2012 — 2014 — Марьина роща — Константин Борисович Трошин, участковый инспектор милиции в районе Марьина роща Москвы[18]
- 2012 — 2013 — Кровь из крови (пол. Krew z krwi, Польша) — Антон
- 2013 — Убить Сталина — Иван Бережной, капитан НКВД
- 2013 — Легенды о Круге — Алексей
- 2014 — Господа-товарищи — Николай Александрович Вараксин, следователь Московского уголовного розыска, бывший следователь царской сыскной полиции
- 2015 — Пенсильвания — Виталий Андреевич Гусев, криминальный бизнесмен
- 2016 — Жемчуга — Роман Борисович Князев, художник
- 2017 — Зорге — Рихард Зорге, советский разведчик, резидент в Японии[19]
- 2018 — Операция «Сатана» — Савелий, бывший сожитель Ольги Кусковой
- 2018 — Большое небо — Коробейников, лётчик, командир экипажа
- 2019 — Входя в дом, оглянись — Михаил
- 2019 — Хорошая жена — Пётр Филиппов, прокурор Ленинградской области, муж Алисы
- 2021 — Жизнь после жизни— Юрий, известный продюсер и тусовщик
- 2022 — Капкан на судью — Андрей Владимирович Нестеров, судья
- 2022 — Союз Спасения. Время гнева — генерал Михаил Милорадович
- 2023 — Раневская — Василий Качалов

#### Озвучивание
- 1991 — Виват, гардемарины! — Белов (роль Сергея Жигунова)
- 2006 — Гроза муравьёв (мультфильм) — Фугакс
- 2009 — Дориан Грей — лорд Генри Уоттон
- 2017 — Мата Хари — Маклеод

### Телевизионная карьера
- «Последний герой — 4. Конец игры» (2003, «Первый канал»)[20]
- «Только для мужчин» (2005, ТВЦ)[21]
- «Жди меня» (2005, «Первый канал»)[22]
- «Сердце Африки» (2005—2006, «Первый канал»)[23]

Также участвовал в составе команды российских актёров и журналистов в телеигре «Форт Боярд».

### Дискография
1. 2008 — «Небо выбрало нас»
2. 2013 — «Две звезды». Сборник песен любимых исполнителей. Александр Домогаров и Марина Александрова
3. 2024 — «Вертинский». Александр Домогаров и джазовый квартет Евгения Борца

## Признание

### Государственные награды
- 2000 — почётное звание «Заслуженный артист Российской Федерации» (18 ноября 2000 года) — за заслуги в области искусства[25].
- 2007 — почётное звание «Народный артист Российской Федерации» (9 апреля 2007 года) — за большие заслуги в области искусства[1].
- 2019 — Орден Дружбы (19 декабря 2019 года) — за большой вклад в развитие отечественной культуры и искусства, многолетнюю плодотворную деятельность[26].

### Общественные награды
- 1997 — российская театральная премия «Чайка» в номинации «Лучший актёр театрального сезона 1996—1997 года» — за исполнение роли Жоржа Дюруа в спектакле «Милый друг» режиссёра Андрея Житинкина на сцене Государственного академического театра имени Моссовета.
- 1999 — Серебряный приз Вацлава Нижинского от фонда Дягилева при ЮНЕСКО — за роль Нижинский в спектакле «Нижинский, сумасшедший божий клоун».
- 2000 — приз «Легионер» кинофестиваля «Созвездие» в номинации «Лучший российский артист в зарубежном фильме» — за роль полковника Войска Запорожского Юрко Богуна (прообраз — Иван Богун) в польском четырёхсерийном художественном фильме «Огнём и мечом» (1999).
- 2007 — номинация на «Кинонаграду MTV Россия» в категории «Лучший кинозлодей» — за роль «Людоеда» в российском фантастическом художественном фильме «Волкодав из рода Серых псов».
- 2016 — специальное звание Почётный каскадёр от Гильдии каскадёров Союза кинематографистов России актёру — исполнителю трюков в кино.
- 2017 — Премия Правительства Российской Федерации в области культуры за 2017 год (22 декабря 2017 года) — за исполнение ролей в трилогии по пьесам А. П. Чехова на сцене Театра имени Моссовета[27]
- 2017 — приз кинофестиваля «Созвездие» в категории «Лучшая мужская роль второго плана» — за роль Владимира Потоцкого в фильме «Большой».
- 2017 — почётный приз кинофестиваля «Восток-Запад» «Золотой сарматский лев» — за выдающийся вклад в киноискусство.
- 2021 — кинонаграда Национальной Академии кинематографических искусств и наук России «Золотой орёл» в категории «Лучшая мужская роль второго плана» — за роль Михаила Милорадовича в фильме «Союз спасения».
- 2024 — гран-при «Честь и достоинство» Международного кинофестиваля «От всей души» имени Валентины Леонтьевой, а также звезда на аллея именных звезд деятелей Российского кинематографа в Ульяновске — за особый вклад в отечественный кинематограф, преданное служение киноискусству и  признание публики[28].

## Общественная позиция
В 2001 году подписал письмо в защиту телеканала НТВ.
В 2024 году поддержал военное вторжение России на Украину .